# 螺旋、或いは聖なる欲望。
「螺旋、或いは聖なる欲望。」（らせん、あるいはせいなるよくぼう）は、飛蘭の9枚目のシングル。2011年4月27日にLantisから発売された。

## 解説
前作「終末のフラクタル」に続き、初回限定盤と通常盤の2種類での発売となっており、前者には「螺旋、或いは聖なる欲望。」のPVを収録したDVDが同梱されている。

表題曲「螺旋、或いは聖なる欲望。」は、ノイズ音が入り混じった中毒性の高い楽曲で、テレビアニメ『聖痕のクェイサーII』のオープニングテーマとして使用された。なお、同作品へのタイアップは3枚目のシングル「Errand」以来となる。

カップリング曲の「DREAM PARADISE」は、飛蘭自身が作詞・作曲を担当した楽曲。自身の作曲による楽曲がシングルに収録されるのは今回が初である。

## 収録曲
1. 螺旋、或いは聖なる欲望。 [4:48]
作詞：畑亜貴、作曲・編曲：菊田大介（Elements Garden）
  - テレビアニメ『聖痕のクェイサーII』オープニングテーマ
2. DREAM PARADISE [5:33]
作詞・作曲：飛蘭、編曲：藤田淳平（Elements Garden）
3. 螺旋、或いは聖なる欲望。（off vocal）
4. DREAM PARADISE（off vocal）

## 収録アルバム
| 曲名                     | アルバム  | 発売日        | 備考                  |
| ------------------------ | --------- | ------------- | --------------------- |
| 螺旋、或いは聖なる欲望。 | 『ALIVE』 | 2011年9月21日 | 2ndオリジナルアルバム |